# ذو الرئاستين
ذو الرئاستين أو ذو الرياستين هو لقب عُرف به عدد من رجال الدولة في عصور إسلامية مختلفة، من بينهم:
- الفضل بن سهل السرخسي: الذي لُقب بذي الرياستين لتوليه الوزارة والجيش معًا في عهد الخليفة المأمون.
- المنذر بن يحيى التجيبي، الملقب بالحاجب ذي الرياستين.
- سيف الدولة علي بن جعفر بن فلاح، وزير الخليفة الفاطمي الحاكم بأمر الله في مصر.
- معين الدولة حيدرة، والي دمشق مرتين في العصر الفاطمي.
- تمام الدولة سُبُكْتِكِيْن المستنصري، والي دمشق في العصر الفاطمي.[1]